# Nesticella okinawaensis
Nesticella okinawaensis là một loài nhện trong họ Nesticidae.
Loài này thuộc chi Nesticella. Nesticella okinawaensis được Takeo Yaginuma miêu tả năm 1979.